# Гібридизація (біохімія)
Гібридизація — у біохімії —
- утворення стабільних дуплексів з двох комплементарних ДНК шляхом утворення водневих зв'язків між відповідними основами кожної з них;
- утворення нового диплоїдного організму шляхом злиття гамет чи протопластного поділу;
- використання сегментів ДНК, що називаються ДНК-пробами, для ідентифікації комплементарності з ДНК, застосовується для ідентифікації специфічних генів, встановлення послідовності сполучення амінокислот та ін.